# Cornus sanguinea
La sanguinella o corniello sanguinello (Cornus sanguinea L., 1753) è una pianta arbustiva della famiglia delle Cornacee.
Deve il suo nome alle foglie rosse dell'autunno e al legno duro dei suoi rami.

## Descrizione
La sanguinella è un arbusto che può crescere fino ad un massimo di 5 m. Le sue foglie sono ovali e possono raggiungere una lunghezza di dieci centimetri. La nervatura delle foglie è ricurva e i piccioli non presentano peluria.
I fiori sono ermafroditi (monoici) e autoimpollinanti. La sanguinella fiorisce da maggio a giugno; i fiori sono bianchi e profumati. Vengono impollinati da diverse specie di apoidei. La pianta spontanea è fruttifera da agosto a settembre. Spesso fiorisce una seconda volta nell'anno (settembre-ottobre, se il clima è favorevole). Questa pianta è mellifera e viene bottinata dalle api, che ne raccolgono il nettare.
I frutti sono drupe grandi come un pisello e non commestibili e che in seguito alla maturazione diventano neri. I frutti vengono mangiati dagli uccelli e da alcuni mammiferi.

## Distribuzione e habitat
L'areale di questa specie comprende l'Europa, l'Asia Minore e il Medio Oriente.
Predilige terreni calcarei e cresce spesso ai margini di foreste o presso corsi d'acqua.

## Usi
I giovani polloni rossi dell'arbusto si raccolgono a fine inverno per fabbricare graticci e cesti.
Alcune varietà sono utilizzate nel giardinaggio a scopo ornamentale soprattutto per il bel colore dei fusti.
Dalla scorza dei rami si estrae la dimetilglicina.
Questa pianta ha proprietà antitrombotiche e anticoagulanti, trova indicazione nell'ipertiroidismo con segni di tireotossicosi (dimagrimento, tremori fini delle mani, tachicardia, esoftalmo, ansia, diarrea, etc.).

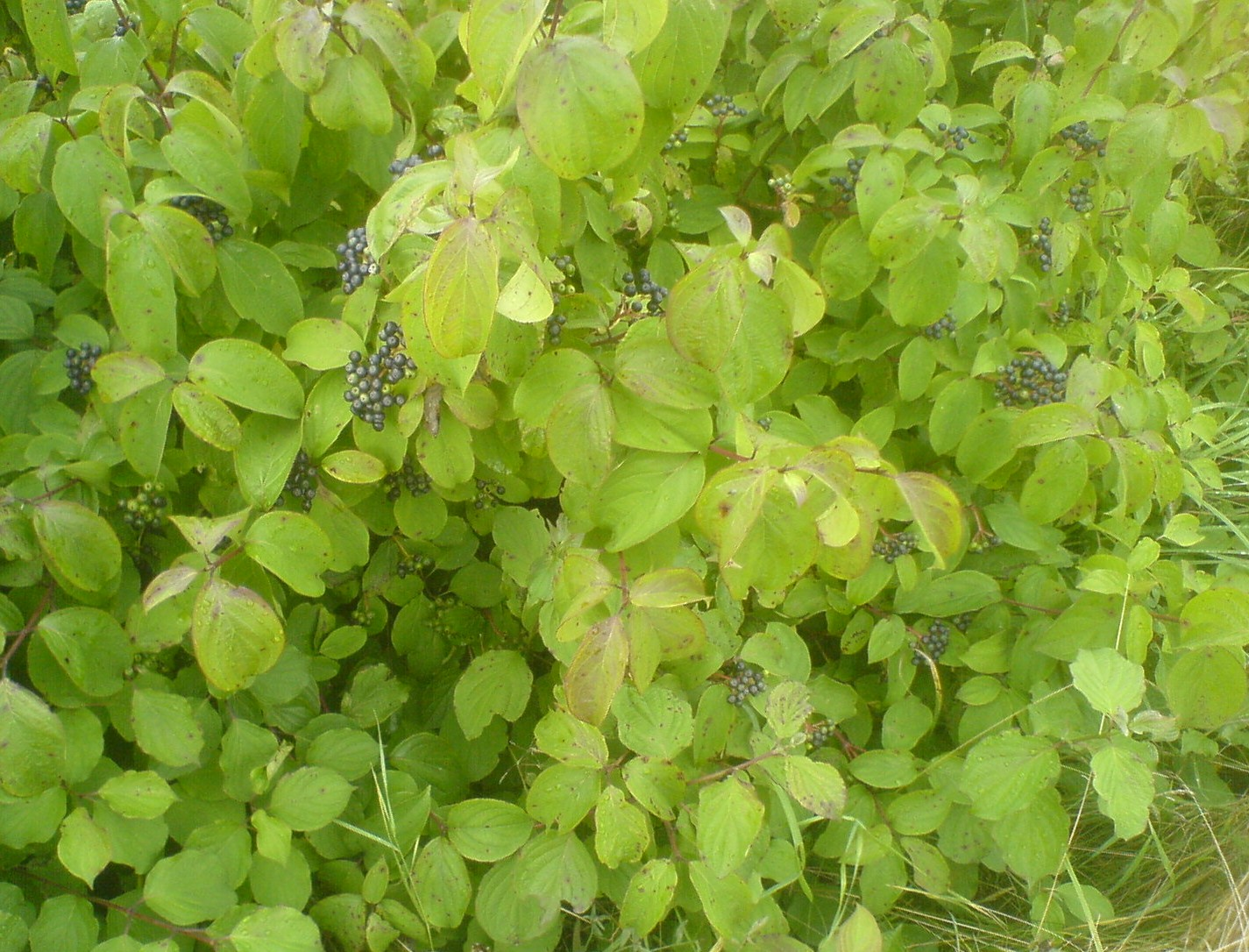
Arbusti con i frutti (Metà agosto)
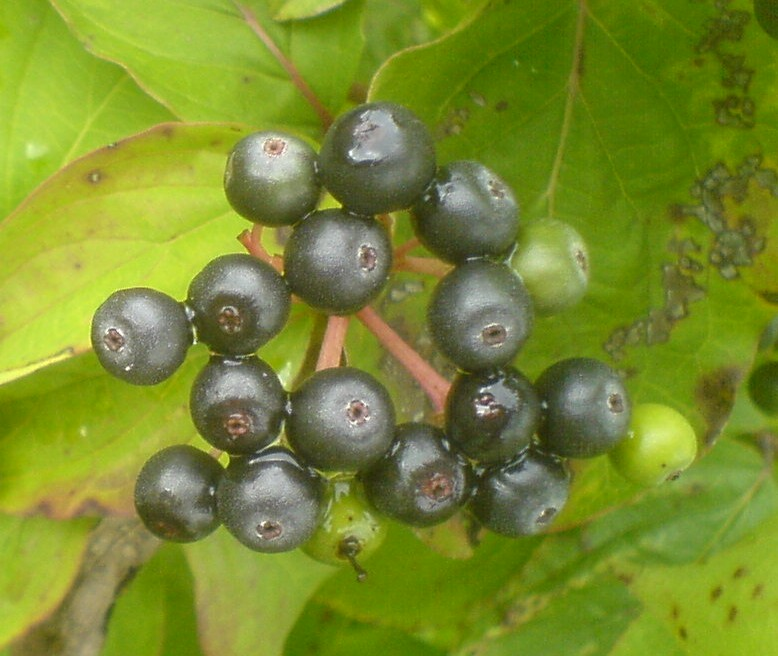
Frutti (Metà agosto)
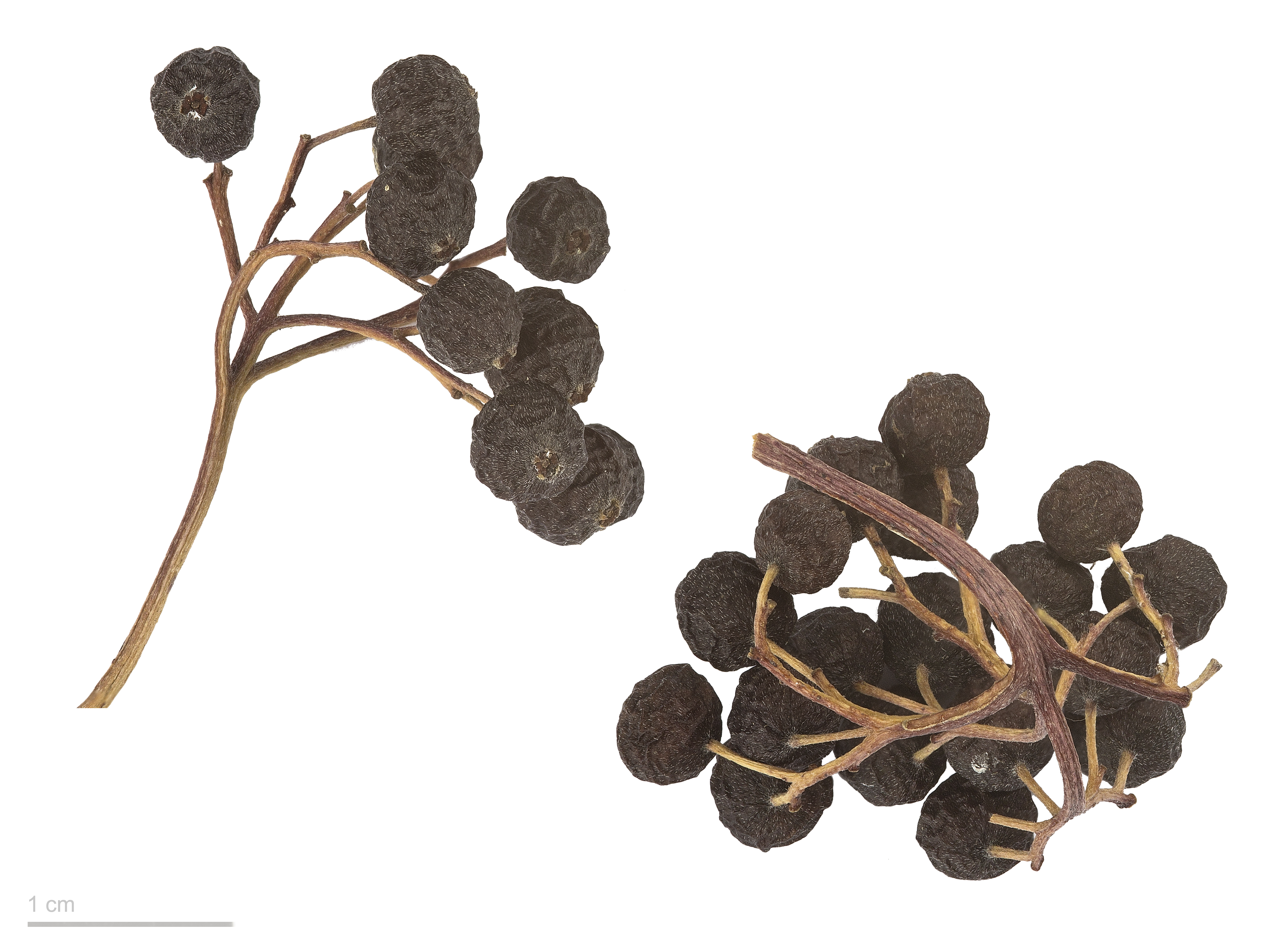
Cornus sanguinea - Museum specimen